# 伊索拉湖
46°27′N 9°11′E / 46.450°N 9.183°E

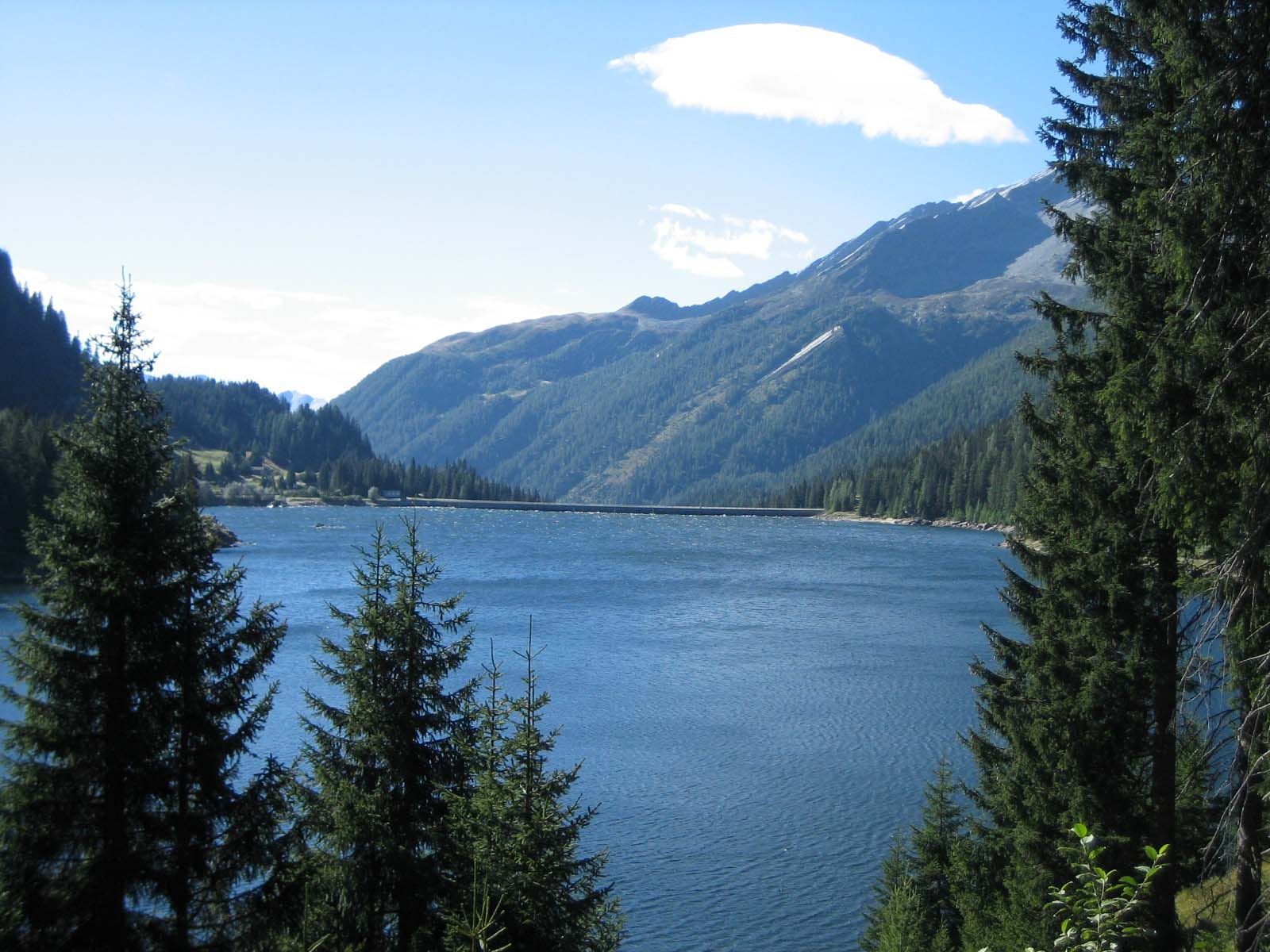

伊索拉湖（Lago d’Isola），是瑞士的水庫，位於該國東南部，由格勞賓登州負責管轄，長1公里，面積4平方公里，海拔高度1,604米，該湖泊水體容量650萬立方米。